# 都營巴士新宿支所
都營巴士新宿支所是在京王新線初台站附近的新宿區西新宿三丁目，主要管理新宿站發着的路線和主要在新宿區內走行的路線，持有澀谷站發着路線之一部路線。「新宿自動車營業所」在2000年12月的大江戶線開業時再編，為澀谷營業所的支所，2006年4月1日降為分駐所。2009年4月1日，委託哈都巴士代為管理之後再度恢復為支所。正式名稱是東京都交通局澀谷自動車營業所新宿支所。營業所記號為「C」。